# كريستوفر هنري
كريستوفر هنري (بالإنجليزية: Christopher Henry)‏ (19 يناير 1973 في باربادوس - ) هو ملاكم باربادوسي. شارك في الألعاب الأولمبية الصيفية 1992.

## وصلات خارجية
- كريستوفر هنري على موقع أوليمبيديا (الإنجليزية)
- كريستوفر هنري على موقع اتحاد ألعاب الكومنولث (مؤرشف) (الإنجليزية)